# Bilal El Ouadghiri
Bilal El Ouadghiri (in arabo يلال الودغيري‎?; 3 agosto 2001) è un calciatore marocchino, difensore dell'IR Tanger.

## Carriera
El Ouadghiri è cresciuto nel settore giovanile del Maghreb Fès, con cui ha debuttato in prima squadra il 19 aprile 2021 nell'incontro di Botola 1 Pro pareggiato 1-1 contro il Chabab Mohammedia. Ha segnato il suo primo gol il 18 gennaio 2023, contro il FAR Rabat.
L'11 agosto 2023 è passato a parametro zero al FUS Rabat.

## Statistiche

### Presenze e reti nei club
Statistiche aggiornate al 21 luglio 2024.
| Stagione        | Squadra         | Campionato      | Campionato | Campionato | Coppe nazionali | Coppe nazionali | Coppe nazionali | Coppe continentali | Coppe continentali | Coppe continentali | Altre coppe | Altre coppe | Altre coppe | Totale | Totale | Totale |
| Stagione        | Squadra         | Comp            | Pres       | Reti       | Comp            | Pres            | Reti            | Comp               | Pres               | Reti               | Comp        | Pres        | Reti        | Pres   | Reti   |        |
| --------------- | --------------- | --------------- | ---------- | ---------- | --------------- | --------------- | --------------- | ------------------ | ------------------ | ------------------ | ----------- | ----------- | ----------- | ------ | ------ | ------ |
| 2020-2021       | Maghreb Fès     | B1              | 1          | 0          | CM              | 0               | 0               |                    | -                  | -                  |             | -           | -           | 1      | 0      |        |
| 2021-2022       | Maghreb Fès     | B1              | 16         | 0          | CM              | 1               | 0               |                    | -                  | -                  |             | -           | -           | 17     | 0      |        |
| 2022-2023       | Maghreb Fès     | B1              | 19         | 3          | CM              | 0               | 0               |                    | -                  | -                  |             | -           | -           | 19     | 3      |        |
| 2023-2024       | FUS Rabat       | B1              | 24         | 0          | CM              | 1               | 0               | CCC                | 4                  | 0                  |             | -           | -           | 29     | 0      |        |
| Totale carriera | Totale carriera | Totale carriera | 60         | 3          |                 | 2               | 0               |                    | 4                  | 0                  |             | -           | -           | 66     | 3      |        |